# Cratere Archita
Archita, o Archytas secondo la denominazione ufficiale, è un cratere lunare situato nella parte settentrionale del Mare Frigoris, nell'emisfero della Luna sempre rivolto verso Terra. Nelle sue vicinanze sono situati a nord-ovest il cratere Timaeus, a sudest il cratere Protagoras. Ancora più a sud-ovest, oltre il bordo del mare, si trova il cratere Plato.
Il cratere è caratterizzato dalla presenza di un triplo picco montagnoso centrale, noto come Rima Archytas, e di pareti che raggiungono i 1500 metri sopra il piano collassato del cratere.
Il cratere è intitolato ad Archita, filosofo pitagorico, matematico, politico e fondatore della meccanica scientifica, nato nella città di Taranto.

## Crateri correlati

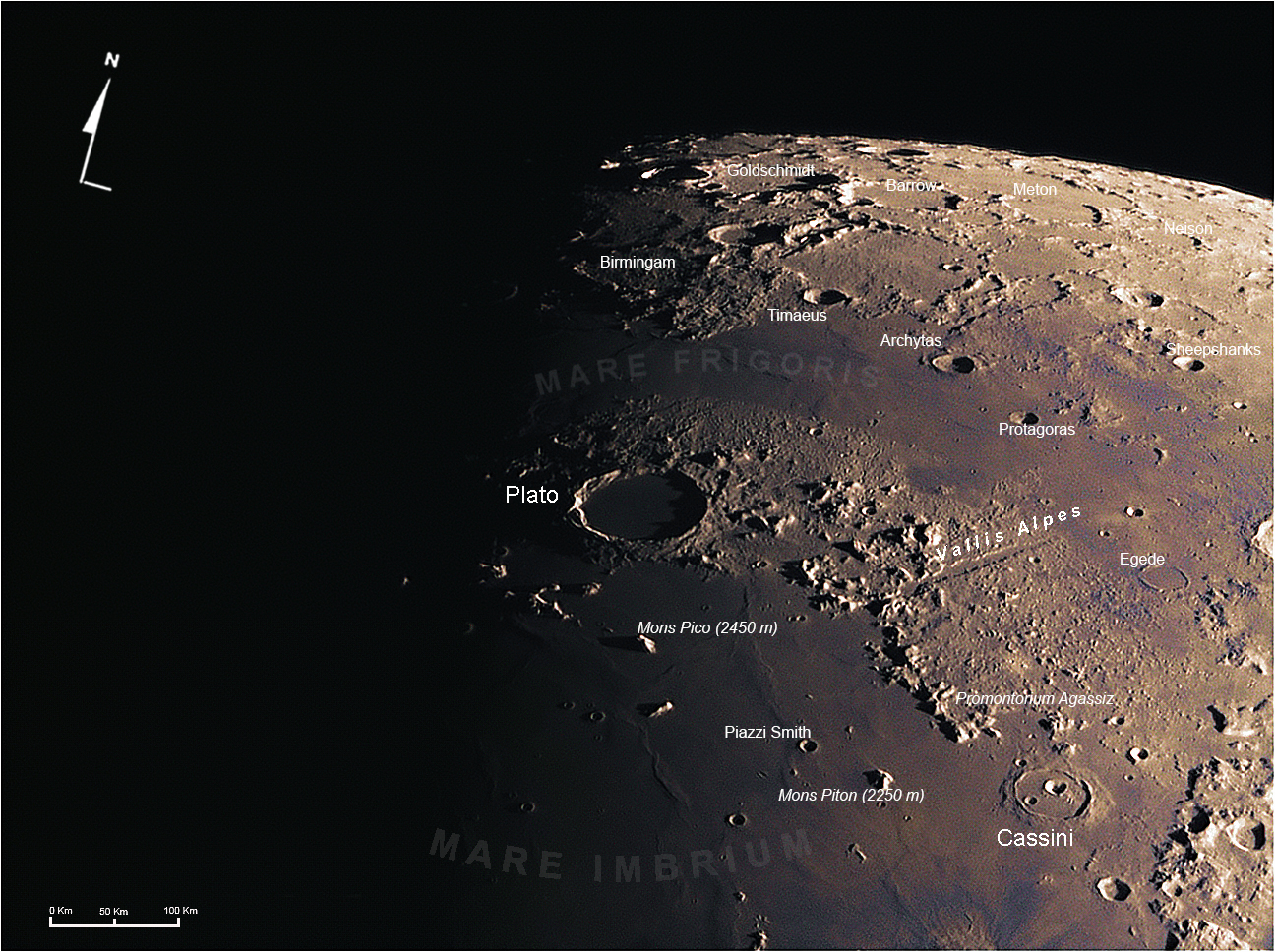
La zona del cratere con mineral postprocessing

Alcuni crateri minori situati in prossimità di Archytas sono convenzionalmente identificati, sulle mappe lunari, attraverso una lettera associata al nome.
| Archytas | Coordinate            | Diametro (in km) |
| -------- | --------------------- | ---------------- |
| B        | 61°26′24″N 3°10′12″E  | 35,18            |
| D        | 63°42′36″N 11°54′00″E | 44,75            |
| G        | 55°43′48″N 0°31′48″E  | 7,21             |
| K        | 62°39′36″N 7°40′48″E  | 13,77            |
| L        | 56°11′24″N 0°54′00″E  | 4,38             |
| U        | 62°54′00″N 9°13′12″E  | 7,39             |
| W        | 61°17′24″N 5°12′00″E  | 5,73             |